# Zone mixte

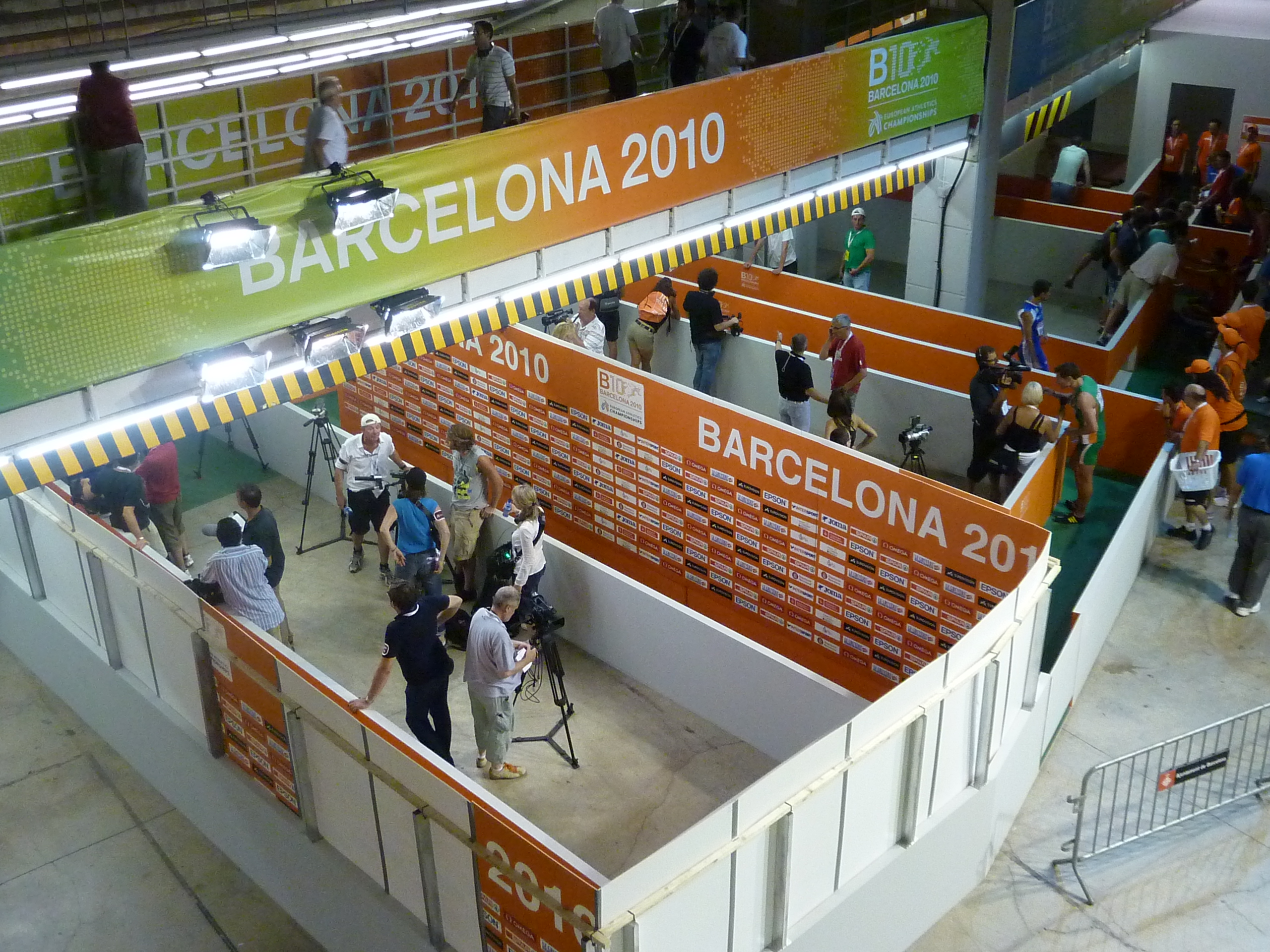
La zone mixte aux Championnats d'Europe d'athlétisme 2010.

Une zone mixte est un espace réservé aux journalistes lors d'une compétition sportive afin de recueillir les réactions à chaud des sportifs avant leur retour aux vestiaires.

## Histoire
La zone mixte apparaît aux États-Unis. Elle apparaît en France après la Coupe du monde masculine de football 1994, organisée aux États-Unis. 

## Concept

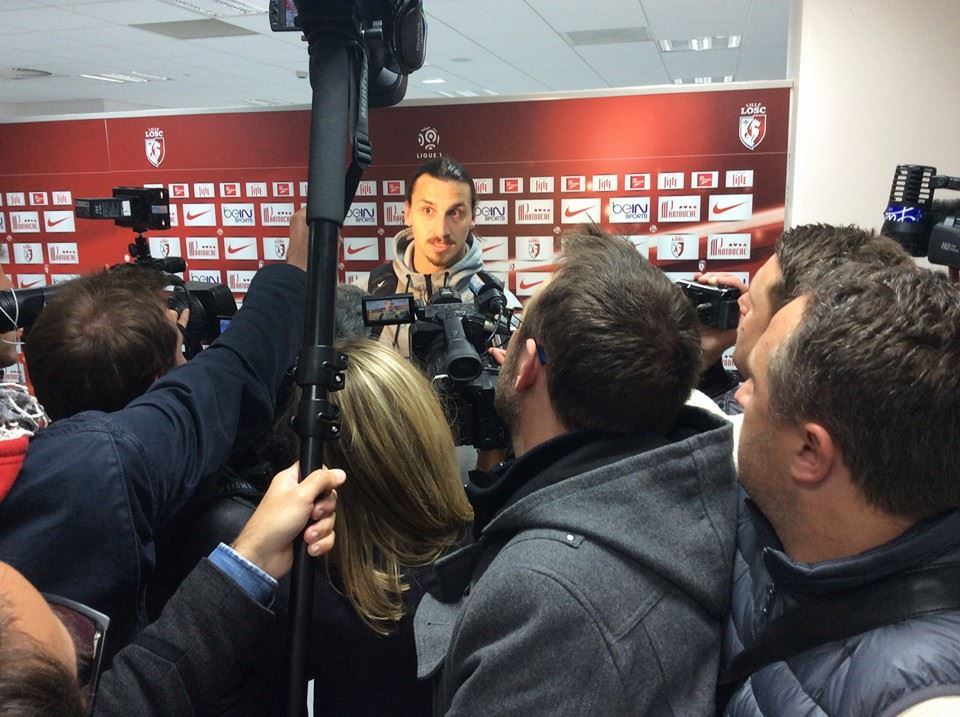
Zlatan Ibrahimović en zone mixte en 2014.

La zone mixte est le plus souvent un couloir aménagé,. Dans les stades de football, il s'agit généralement d'un parcours en forme de serpentin installé entre les vestiaires et l'endroit où les joueurs prennent le bus. Dans d'autres stades, et notamment aux Jeux olympiques, la zone mixte peut passer par les tribunes.
La Ligue de football professionnel la définit comme un lieu accessible aux journalistes pour la réalisation d'interviews d'acteurs après le match ; les joueurs y passent forcément, mais ne sont pas obligés de s'y arrêter, sauf devant les journalistes de chaînes de télévision qui détiennent les droits de la compétition. Lors de la Coupe du monde masculine de football 2022, la FIFA impose aux sélections de rendre disponibles au moins trois footballeurs juste après la rencontre, mais certaines sélections préfèrent payer une amende pour l'éviter.
La prise non agréée de photos et de vidéos peut être interdite, en particulier celle de selfies avec les joueurs, ; Cristiano Ronaldo critique la volonté de certains journalistes de prendre un selfie plutôt que de poser une question sur le jeu.
La zone mixte est perçue comme un espace d'expression plus spontanée que la conférence de presse : fatigués par le jeu, les sportifs ne parviennent plus à se cantonner aux éléments de langage conçus par leurs entraîneurs. Le plus souvent, ce sont pourtant bien ces éléments de langage qui reviennent : un journaliste de Libération mentionne entre autres les expressions « tout n'a pas été parfait » et « ce qui compte c'est la victoire » lors de la Coupe du monde masculine de football 2022. La zone mixte est anxiogène : les joueurs s'inquiètent de laisser échapper des propos interdits, tandis que les journalistes doivent absolument ramener des informations exclusives. Les joueurs prétextent parfois un appel téléphonique ou la garde des enfants pour échapper aux journalistes.
Les joueurs des équipes les moins bien classées sont le plus souvent ceux qui prennent le temps de discuter avec les journalistes.
Les journalistes sont acceptés en trois temps : d'abord les ayants droit de la compétition, puis les télés et radios sans droits particuliers, et enfin la presse écrite.